# Fatuk Maria

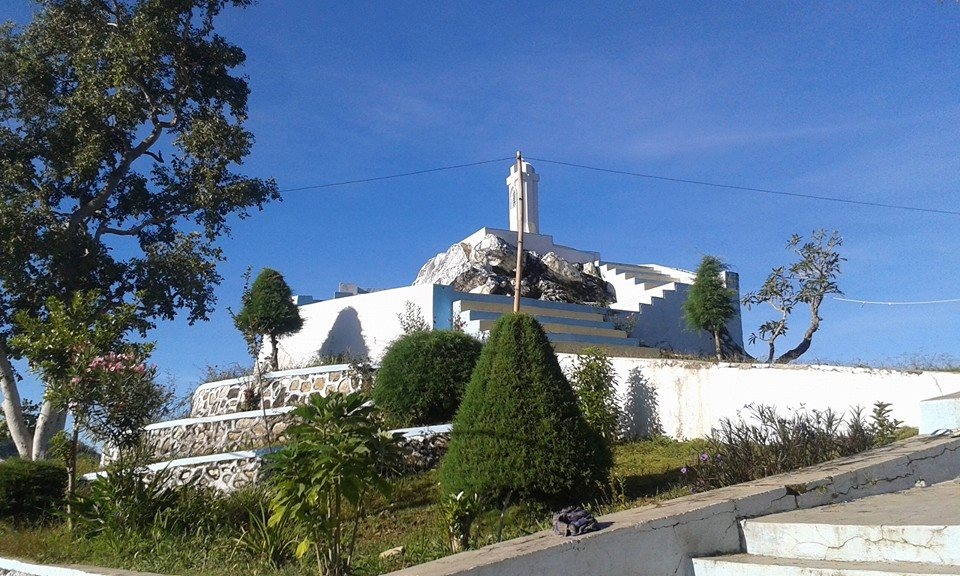
Der Fatuk Maria

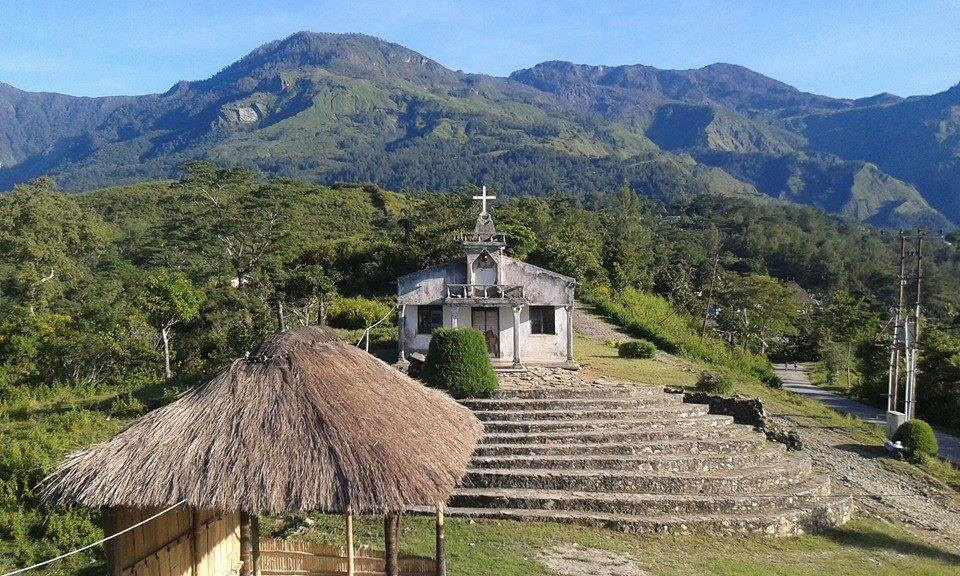
Die Kapelle von Fatuk Maria

Fatuk Maria (deutsch Marienfelsen) ist ein Andachtsort in der osttimoresischen Aldeia Canudo (Suco Manutaci, Gemeinde Ainaro). Er steht nah der Stadt Ainaro an der Überlandstraße nach Maubisse und Aileu im Norden. Es handelt sich bei der Gedenkstelle um eine Betonsäule, die auf einem Felsen aufgestellt wurde. Eine Treppe führt zu der Säule. Gegenüber dem Felsen steht eine kleine Kapelle.
Am 3. Januar 1999 errichteten Mitglieder der pro-indonesischen Miliz Mahidi am Fatuk Maria einen Checkpoint. Unabhängigkeitsbefürworter demonstrierten gegen die Aktion. Milizchef Câncio Lopes de Carvalho hatte angeordnet, dass die Milizionäre alle umbringen sollten, die gegen die Anwesenheit von Mahidi vorgehen. Die Milizionäre schossen daher auf die Demonstranten und töteten dabei die Jugendlichen Julio de Araújo und Reinaldo Martins. Fünf weitere Männer wurden verletzt. 2003 wurde unter anderem dieser Fall vor dem Special Panels for Serious Crimes des Distriktsgerichts von Dili verhandelt. Mehrere Angeklagte wurden in Abwesenheit zu Haftstrafen verurteilt. Sie waren ins indonesische Westtimor geflohen.